# Церква Успіння Пресвятої Богородиці (Ескі-Кермен)
Церква Успіння Пресвятої Богородиці — церква у печерному місті Ескі-Кермен в Криму.
Знаходиться в південно-східному обриві плато, вище, над Храмом Трьох Вершників і є частиною невеликого печерного комплексу.

## Історія
Датування «Храму Успіння» другою половиною XIII століття засноване головним чином на припущенні, що на його північній стіні зображено патріарха Арсенія. Однак таке прочитання напису, який містить ім'я глави Вселенської церкви, є спірним. Нещодавно Н. В. Дніпровський навів низку аргументів, які дають змогу віднести розпис храму до XII століття.
Раніше церква мала господарське призначення: в ній залишилися зернова яма, чавильня винограду, поглиблення під піфоси та перегородки. Пізніше в східному кутку було влаштовано вівтар. У печері фрагментарно збереглися фрескові розписи, основний мотив яких — сцена Успіння Богородиці.

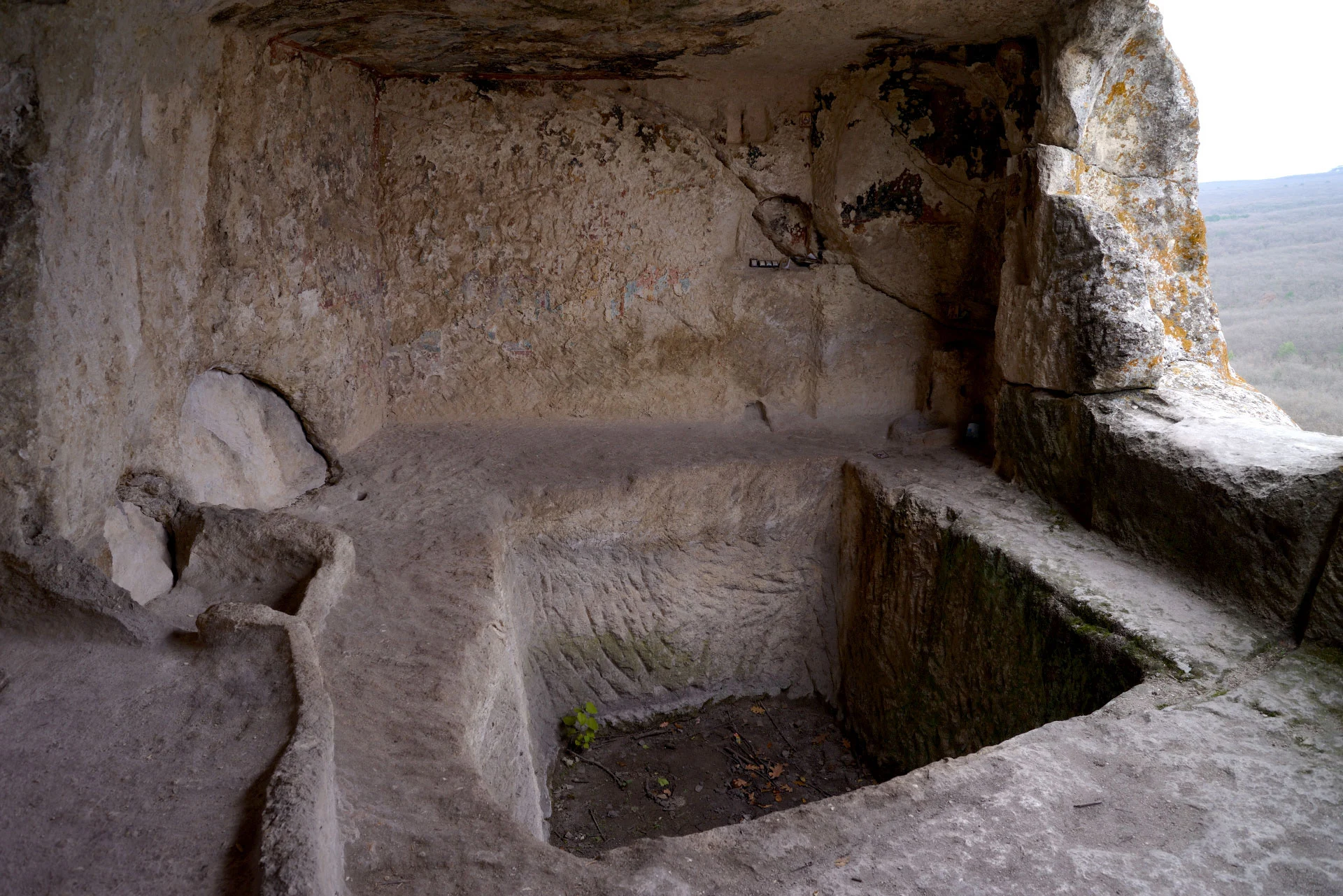
Господарська яма у Храмі Успіння на Ескі-Кермен
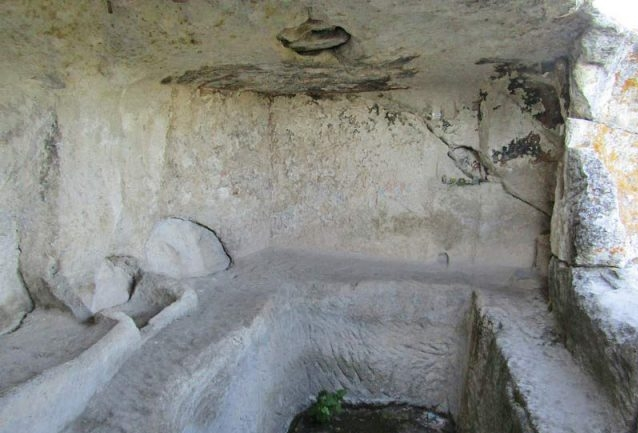
Господарська яма у церкві Успіння на Ескі-Кермен

І. Г. Волконська дійшла висновку, що храм Успіння має зв'язок з іншим печерним храмом городища — Трьох вершників. На її думку, обидві церкви були розписані однією артіллю майстрів в той самий сезон. Сталося це в останній чверті XIII ст.
Храм Успіння по праву можна назвати найзагадковішою культовою спорудою Ескі-Кермена, а можливо і всього південно-західного Криму.

## Назва
Церква, розписана фресками, одна з яких є сценою Успіння Пресвятої Богородиці, звідки і походить її умовна назва.

## Архітектура
Крім власне церкви до храмового комплексу входять гробниця, де розкопками виявлено останки двох людей, печера-усипальниця та невелика «келія» з нішами, розташовані на невеликому скельному майданчику, що нависає над прірвою. Зверху до храму ведуть вирубані у скелі сходинки.

### Храм
Приміщення розмірами 5,7×3 м і висотою 2,25 м має форму, близьку до прямокутної, і витягнуте по осі північ-південь, а не схід-захід, як це личило б церкві. Вхід у печеру з південного сходу та вівтарна апсида знаходиться праворуч від нього. Вона хоч і містить повний набір літургійних прилад, займає у просторі храму дуже мале місце, перебуваючи у розі приміщення. Виходить, що священикові доводилося служити літургію у надзвичайно обмежених умовах.
Внизу перед престолом знаходиться загадковий пристрій у вигляді ванни, що не має аналогів у скельній архітектурі Криму. У східній частині храму в стелі отвір, а в підлозі велика прямокутна вирубка, що перекривалася дерев'яним настилом. Це свого роду льох, у якому, судячи з спеціальних заглиблень, колись стояли великі судини-піфоси, що призначалися для зберігання води, зерна та інших запасів. Всі ці незвичайні деталі пояснюють тим, що протягом свого тривалого існування печера, у якій вирубано церкву, виконувала різні функції. Багато дослідників сходяться на думці, що спочатку на цьому місці знаходилася цистерна для води. Саме від неї залишився отвір у стелі, закладений камінням. Пізніше тут видовбали печеру, яка мала господарський характер або була пов'язана з оборонною системою міста, являючи собою бойовий каземат. І лише після довгого часу її переобладнали в храм і розписали фресками.
Можливо, що зміна цільового призначення печери була пов'язана з тим, що поряд виявилися поховані два захисники міста, пам'ять про яких хотіли зберегти їх співгромадяни. За іншою версією, яка не виключає повністю першу, причиною влаштування тут храму стала наявність невеликого джерела води, що почивалася по тріщині в стіні, його вважали святим. Для збору води та її очищення відповідно використовувався пристрій, що нагадує тарапан, та «ванна» перед вівтарним престолом.

#### Північна частина та апсида
Північну частину храму розписали фресками, які збереглися дуже погано. Подекуди вони сильно подряпані так, що нічого неможливо розібрати, місцями штукатурка повністю обсипалася через надлишок вологи, оголивши камінь, лики навмисне пошкоджені. У 1929 р. художниками Г. Андреєвим та Л. Лінно були виконані акварелі інтер'єру Церкви Успіння, включаючи розпис, а в 2001—2002 рр. мистецтвознавець І. Г. Волконська зробила кальки з усіх фрагментів фресок, що збереглися до цього моменту, що дозволяє частково реконструювати їх початковий вигляд. Детальний опис розписів Храму Успіння міститься у роботах О. І. Домбровського, І. Г. Волконської, Є. М. Осауленко, а також у колективній статті Н. Є. Гайдукова, Е. М. Каранушеко, О. В. Джанова.
У консі апсиди композиція, що з'єднує Деісуса і лик пророка Єзекіїля. У центрі зображено Христа, що сидить на престолі. Німб Спасителя золотавий з червоним хрестом всередині. Він одягнений у пурпуровий гіматій і темно-бордовий хітон. Права рука піднята у благословляючому жесті, у лівій руці — закрите Євангеліє. Трон, на якому сидить Христос, золотисто-жовтого кольору із перлинами. Його чекають Богородиця та Іоанн Хреститель. Від зображення Богоматері залишилася лише частина німба з фрагментом голови та невелика нижня частина фігури. Предтеча, фігура якого збереглася дещо краще, одягнений у оливковий гіматій та жовтий хітон. Між престолом та фігурами майбутніх зображені ангельські сили. Лівий ангел із шістьма крилами (серафим), правий із чотирма (херувим). У передвівтарній арці по обидва боки від Деїсуса розміщена сцена Благовіщення. Від зображення архангела Гавриїла в лівій частині збереглися лише нижня частина лику та шия. Богоматір зображена в зріст праворуч, у традиційному одязі та червоних черевичках. Її ліва рука спрямована до архангела. Посередині арки напис: «Радій, Втішена. Благовіщення». Під постаттю Богоматері видно залишок німба якогось святого.
У нижньому регістрі — залишки сцени «Поклоніння жертві», що сформувалася у другій половині XII ст. як відповідь на богословські суперечки у Візантії про сутність євхаристії. У центрі було зображення Христа-Немовля в чаші, нині майже повністю втрачене. До нього схиляються постаті ангелів із рипідами в руках. За ними стоять святителі, від яких збереглися лише рештки німбів.
Там де стеля з'єднувався з апсидою, за свідченням М. Рєпнікова, у першій половині минулого століття проглядалося зображення Спасителя в круглому медальйоні. Сьогодні воно повністю втрачено. Розпис північної стіни У ніші жертовника, розташованого ліворуч від вівтаря, поясне зображення Одигітрії, написане такими ж чистими та яскравими фарбами, як і фрески апсиди.
Зліва від нього в центральній частині північної стіни залишки зображень двох святих на зріст. Кожне з них займає площу приблизно 141х55 см. Перший святий — молодий воїн із щитом та списом. Судячи з фрагмента напису, це св. Георгій Змієборець. Від нього збереглися частина лику, обриси німба, щит за лівим плечем та спис у правій. У порівнянні з фрескою Храму Трьох вершників образ Святого Георгія у Храмі Успіння характеризується більшою статичністю, урочистістю та монументальністю.
Поруч із ним зображення святителя у хрещатому поліставрії та білому підризнику. Обличчя його не збереглося, але, судячи з усього, це вже немолодий чоловік із клиноподібною борідкою та сивим волоссям. Права рука піднята у благословенному жесті, у лівій він тримає Євангеліє. На початку минулого століття Н. Л. Ернст побачив поруч залишки грецького напису, з якого випливало, що тут зображено якийсь «всесвятий» патріарх. Від його імені залишалися лише літери «CE». Сам дослідник, проконсультувавшись із відомим елліністом Д. С. Спіридоновим, припустив, що може йтися про Сергія II Студита (998/1001-1019), обмовившись, проте, що зображення цього святого у храмі провінційного Ескі-Кермена виглядає дивно, зважаючи на його малу популярність. Пізніше було зроблено спробу ототожнити його з Сергієм I (611—638), за правління якого відбулося встановлення свята Акафіста Божої Матері. Однак її не можна вважати вдалою, оскільки цей Сергій був анафемований на VI Вселенському Соборі (680/81 рр.) за підтримки монофелітської релігійної політики імператора Іраклія.
Своє прочитання напису запропонував А. Ю. Виноградов, який побачив у ній ім'я «Арсеній». Носив його патріарх у Константинополі був лише один: Арсеній Авторіан (1255—1260, 1261—1265) прославився тим, що відлучив від церкви і заборонив присягати Михайлу VIII Палеологу за те, що той засліпив свого малолітнього співправителя Іоанна IV Ласкариса. У відповідь імператор наказав скинути і відправити патріарха на заслання. Багато православних продовжували вважати Арсенія законним главою церкви, а після смерті, що настала через кілька років, святим. Розкол, що виник у результаті його зміщення, тривав до 1310 року.
У верхньому лівому кутку північної стіни видно залишки євангельської сцени Стрітення. Йосип і Марія приносять Ісуса до храму, де їх зустрічають св. Симеон та Ганна. Найкраще збереглося обличчя Симеона, який приймає з рук батьків Богонемовля. Він зображений як старець із сивою бородою та довгим волоссям. У нижньому регістрі під сценою Стрітення — три старозавітні пророки з сувоями.
|                                                                                 |
| Схема розпису олтарної апсиди Храму Успіння на Ескі-Кермен за І. Г. Волконською |

|                                                                                    |
| Схема розпису північної частини Храму Успіння на Ескі-Кермен за О. І. Домбровським |

|                                     |
| Вівтар храму Успіння на Ескі-Кермен |

|                                               |
| Розписи на стелі храму Успіння на Ескі-Кермен |

#### Західна частина
Усю розписану фресками частину західної стіни займає композиція Успіння Пресвятої Богородиці, розмірами 159х90 см. Зараз вона сильно фрагментована: вціліли лише обриси фігури Марії, що лежить на човні. Спасителя та майже невиразні обличчя апостолів. На щастя, до нас дійшли описи і замальовки фрески, зроблені в той час, коли її збереження була значно кращою, і допомагають скласти уявлення про її зовнішній вигляд. Богородиця лежить на високому різьбленому ложі з покривалом, що звисає до підлоги. Вона одягнена у синю туніку та коричневий мафорій. Над ложем — Христос, що схилився з немовлям, що символізує душу Марії, на руках. Видно частина німбу, волосся та одягу. Праворуч від Спасителя — фрагмент фігури ангела: придивившись можна помітити крило і частину німба.
Найбільшу увагу дослідників привертали зображення скорботних апостолів, що обступили лежачу Богоматір з двох сторін. Ліва група майже не проглядається через численні ушкодження. Фігури правої групи розташовані у два ряди. Рідкісний випадок для печерних храмів — видні лики кількох з них, сповнені людських емоцій: скорботи та смутку. У нижньому ряду один з апостолів у коричневій гіматії та синьому хітоні схилився до ложа, простягнувши руки вперед. Інший — молода людина з темним волоссям дивиться у протилежний бік, прикриваючи обличчя долонею у скорботному жесті. У другому (верхньому) ряду між ними погрудне зображення зрілого чоловіка з високим чолом, вусами та короткою бородою. Він дивиться кудись убік сумним поглядом, підперши щоку рукою. Ліворуч від нього, ближче до ложа, схилившись, стоїть сивобородий старець. Поруч із ним збереглася верхня частина голови ще одного апостола з прямим темним волоссям.
Генерал Ф. А. Козен, що вперше згадав Храм Успіння у своїй записці про відвідання Ескі-Кермена, складеної в 1821 році, писав, що його фрески зробили б честь віку Чімабуе. У путівниках XIX століття порівняння Ескі-Керменських розписів із творінням одного з предтеч ренесансу стало своєрідним штампом.
Проте, якщо придивитися до ілюстрації композиції Успіння Богородиці, наведеної у книзі О. І. Домбровського «Фрески середньовічного Криму» створюється враження деякої її лубочності. Живописцю явно не вистачало майстерності: фігури, голови, руки апостолів часом непропорційні один одному, а лики, зображені у суворій відповідності з каноном, своєю схематичною нагадують застиглі маски. Все це змушує думати, що автором фрески був талановитий, але недостатньо вмілий провінційний художник. Перед ложем Богоматері на тлі візерункового покривала, що спускається вниз, з важкою облямівкою в минулому столітті було видно диво з Ефонієм. Згідно з легендою, цей зловмисний іудей спробував перекинути одр Богородиці, за що був покараний ангелом, який відсік йому руки. Грішник отримав зцілення лише після щирого каяття.
На стелі зображені дві євангельські сцени: Різдво і Хрещення Христові. Перша майже повністю втрачена. Друга, написана впритул до Успіння, збереглася дещо краще. Голий Спаситель зображений на повний зріст, що стоїть у водах Йордану. На його голові кремово-червоний німб. Особою він звернений до глядача. На березі, ліворуч від Ісуса, стоїть Іоанн Хреститель, простягнувши над його головою праву руку. За традицією, у нього довга пряма борода і волосся, ноги босі. Предтеча одягнений у фіалковий плащ та жовтий хітон. За ним ще одна постать — можливо біблійний пророк зі свитком, на якому якийсь майже нерозбірливий грецький напис. На протилежному березі — дві інші постаті, можливо, ангельські, нині майже повністю втрачені. На думку Є. М. Осауленка, в нижній лівій частині біля ніг Ісуса зображено божество річки Йордан у вигляді зеленошкірого товстуна, що сидить по-турецьки. У руці він тримає перевернутий глечик із довгою тонкою ручкою. Праворуч у водах річки, що три пливуть одна над одною, великі риби.